# Gua sha
Gua sha (chinois : 刮痧 ; pinyin : guā shā ; litt. « gratter le choléra », plus généralement, « gratter la maladie pour lui permettre de s’échapper à travers la peau ») est une méthode de soin utilisée en médecine traditionnelle chinoise. Ses praticiens utilisent un outil pour racler la peau des patients afin de causer des lésions tissulaires dans le but d'induire une réaction physiologique thérapeutique,.
Cette pratique aux résultats non prouvés est dénoncée par des défenseurs de la médecine scientifique. Elle est jugée nocive en raison de risques de contamination, et ne présente aucun avantage médical,. Ses avantages apparents seraient dus à l'effet placébo. Aucune étude scientifique, méthodologiquement correcte, n'a été conduite à son sujet.

## Efficacité
Parfois appelé scraping, spooning ou skin coining par les anglophones, on lui donne également le nom français « tribo-effleurage ». Le gua sha est une technique populaire chinoise qui n’est pas utilisée au sein des hôpitaux ou des cliniques chinoises.
Une équipe de recherche a publié deux courtes études, rapportant une réduction de la douleur à court terme. Cependant, un expert en médecine alternative, Edzard Ernst a souligné les failles de ces études, affirmant que cette modalité de traitement est nocive, ne présente aucun avantage médical, et que tout bénéfice apparent de gua sha est dû à l’effet placébo.
D'après ses adeptes, le gua sha favoriserait l'excrétion par la peau de toxines tissulaires présentes dans les zones musculaires douloureuses, enraidies ou blessées en stimulant la circulation sanguine locale, favorisant ainsi les mécanismes de réparation et de renouvellement cellulaire.
Une équipe de recherche allemande a publié deux études sur un petit groupe de volontaires pour étudier l’efficacité du gua sha :
- Dans une étude, onze patients ont été traités pour « étudier les effets microcirculatoires de gua sha sur la peau et les tissus sous-cutanés chez l’homme afin d’élucider les mécanismes physiologiques responsables de l’effet antidouleur soulagé cliniquement par ce traitement ». L’étude conclut que « le gua sha augmente la microcirculation locale dans une zone traitée, et que l’augmentation de la circulation peut jouer un rôle dans la diminution locale et distale de la myalgie. La diminution de la myalgie des sites distaux d’une zone traitée n’est pas due à une augmentation distale de la myalgie. Il existe un mécanisme biologique non identifié soulageant la douleur associée à gua sha[7] ».
- Dans une seconde étude, 48 patients souffrant de douleurs au dos ou au cou ont soit reçu une seule séance de gua sha, soit ont été traités par application de chaleur. L’étude a conclu qu’une semaine plus tard les patients traités avaient moins de douleur que ceux non traités[8].

Le traitement symptomatique et par une méthode unique d'une cohorte de patients regroupés en raison d'un symptôme commun (mal de cou) va à l'encontre de l'esprit même de la médecine chinoise, qui prend en compte l'état de santé entier du patient — dans toutes ses composantes physique, psychique et énergétique — avant de proposer un ensemble de soins. On remarquera que les principaux rédacteurs de cette étude réalisée en Allemagne n'ont aucune qualification en médecine traditionnelle chinoise.
Le site web sur la médecine à vocation scientifique (en) indique à propos du gua sha : « Ce ne sont que des ecchymoses causées par un traumatisme. »
Comme indiqué par le Journal of the American Academy of Dermatology (en), les effets secondaires du gua sha vont de mineurs — comprenant dermatites, brûlures et hématurie — aux effets majeurs rares, y compris l’hématome cérébelleux et des lésions graves nécessitant une greffe cutanée, des infections... Des familles ont été poursuivies à la suite de tels traitements de gua sha, les lésions provoquées ayant été confondues avec de la maltraitance infantiles.
En ce qui concerne les raisons pour lesquelles les études allemandes ont conclu que le gua sha était efficace, Edzard Ernst, expert en médecine alternative, a écrit que ces deux essais cliniques ne fournissent en réalité aucune preuve valable de l’efficacité du traitement. Ernst affirme :

« […] les deux études montrent à quel point des effets placébo peuvent être remarquables, en particulier si le traitement est exotique et impressionnant, implique de toucher physiquement, est légèrement douloureux et suscite de grandes attentes,. »

### Méta-analyse surgua sha
Une méta-analyse publiée dans Pub-Med conclut que le traitement par gua sha améliorait l’efficacité du traitement chez les patientes atteints de syndrome périménopausal. Cependant, selon les auteurs, l’étude repose sur six études cliniques jugées comme étant de basse qualité méthodologique.
Cette étude suscite la critique parce que la méta-analyse a été publiée dans Complementary Therapies in Clinical Practice, une revue à faible réputation pour sa rigueur scientifique et son manque d’objectivité à l’égard de la médecine traditionnelle chinoise. De plus, les auteurs sont tous originaires de Chine et pourraient ne pas vouloir, pouvoir ou être autorisés à publier un article critique sur ce sujet.
De manière générale, Edzard Ernst reste prudent à cause du manque de plausibilité biologique de gua sha et parce que les études chinoises en médecine traditionnelle font état de résultats positifs dans presque 100 % des cas. Cela semble trop beau pour être vrai.

## Utilisation dans d'autres régions
Le terme vietnamien pour cette pratique est cạo gió (prononcé [kaːw˧ˀ˩ zɔ˧˥] en vietnamien du Nord, [kaːw˨˧ jɔ˧˥] en vietnamien du Sud), qui signifie grossièrement « gratter le vent », tout comme dans la culture vietnamienne « attraper froid » se dit trúng gió, « attraper le vent ». L’origine de ce terme vient de Shanghan Lun, un texte médical chinois sur les maladies. Comme dans la plupart des pays asiatiques, la médecine chinoise s’est profondément ancrée au Vietnam, surtout entre le Ve et le VIIe siècle. Cạo gió est un traitement très commun au Vietnam.
Cette technique est également utilisée en Indonésie. C'est une technique javanaise, connue sous le nom de kerikan (litt. « technique du grattage ») ou kerokan, elle est souvent utilisée comme une forme de médecine folklorique à travers les membres d'un même foyer. En cas d'échec thérapeutique avec l'une ou l'autre des techniques populaires, les patients vont alors consulter des médecins.

## Dans la culture populaire
Le film de 2001 The Gua Sha Treatment (en) (chinois, pinyin : guā shā) a été tourné à Hong Kong. C’est l’histoire de conflits culturels vécus par une famille chinoise vivant aux États-Unis quand le traitement de gua sha administré à un enfant est interprété comme de la maltraitance.

## Versions originales des textes
1. ↑  « […] the two trials just show how remarkable placebo-effects can be, particularly if the treatment is exotic, impressive, involves physical touch, is slightly painful and raises high expectations. »